# Richard Linklater
Richard Stuart Linklater (/ˈlɪŋkleɪtər/; sinh ngày 30 tháng 7 năm 1960) là một đạo diễn, biên kịch và nhà sản xuất điện ảnh người Mỹ. Ông nổi tiếng với những bộ phim chủ yếu xoay quanh văn hóa ngoại ô và những hiệu ứng khi thời gian trôi đi. Những tác phẩm nổi bật của Linklater gồm có Slacker (1990) và Dazed and Confused (1993); bộ ba tác phẩm lãng mạn Before – Before Sunrise (1995), Before Sunset (2004) và Before Midnight (2013); phim lấy đề tài hài–ca nhạc School of Rock (2003); hai bộ phim hoạt hình Waking Life (2001) và A Scanner Darkly (2006); tác phẩm chính kịch đề tài tuổi mới lớn Thời thơ ấu (2014); và phim hài Everybody Wants Some!! (2016).
Năm 2015, Linklater có mặt trong Time 100 – danh sách thường niên công bố 100 nhân vật giàu ảnh hưởng nhất thế giới. Ông được biết đến với phương pháp và lối làm phim mang màu sắc riêng biệt. Nhiều bộ phim của ông gây được chú ý bởi lối kể chuyện không bị gò bò vào khuôn khổ; ngoài ra bộ ba phim Before và Thời thơ ấu đều có cùng một dàn diễn viên được ghi hình trong suốt nhiều năm trời.

## Xuất thân
Linklater chào đời tại Houston, Texas; ông là con trai của bà Diane Margaret (nhũ danh Krieger) – giáo viên tại trường đại học bang Sam Houston và ông Charles W. Linklater đệ III. Ông theo học trường trung học Huntsville tại Huntsville, Texas vào năm ông học lớp 9–11; tại đây ông chơi bóng bầu dục cho Joe Clements ở vị trí quarterback dự bị cho đội bóng đang xếp hạng 1 toàn bang. Ở năm học cuối cấp, ông chuyển đến Trường Trung học Bellaire tại Bellaire, Texas vì ông chơi bóng chày tốt hơn bóng đá và Bellaire có một huấn luyện viên bóng chày giỏi hơn. Ở tuổi thiếu niên, Linklater đã thắng giải Nghệ thuật và Viết lách Học thuật.
Linklater đã theo học tại Đại học bang Sam Houston (ở đây ông vẫn chơi môn bóng chày), kế đó bỏ học để đi làm công nhân tại một giàn khoan dầu nằm ở vịnh México. Ông thường xuyên đọc tiểu thuyết trên giàn khoan và lúc trở về đất liền, ông nảy sinh tình yêu với điện ảnh qua nhiều lần ghé thăm một nhà hát kịch nghệ tại Houston. Lúc bấy giờ, Linklater nhận ra mình muốn trở thành một nhà làm phim. Ông dùng tiền tiết kiệm để mua một chiếc máy ảnh Super 8, một cái máy chiếu và thiết bị biên tập video, rồi chuyển đến Austin, Texas. Ông học trường cao đẳng cộng đồng Austin vào mùa thu năm 1984 để theo học ngành điện ảnh.

## Sự nghiệp

### 1985–2000: Những năm đầu đạo diễn
Linklater là người sáng lập nên Hội điện ảnh Austin cùng người đồng nghiệp lâu năm Lee Daniel vào năm 1985. Một trong những người cố vấn cho tổ chức trên là George Morris – cựu phê bình gia của tờ SoHo Weekly News từng sống tại thành phố New York; ông đã chuyển đến Austin và giảng dạy điện ảnh tại đây. Linklater đã làm nhiều bộ phim ngắn trong nhiều năm để thực hành và trải nghiệm các kĩ thuật điện ảnh. Cuối cùng, ông hoàn thành xong tác phẩm phim dài đầu tay mang tên It's Impossible to Learn to Plow by Reading Books – đây là tác phẩm ông ghi hình bằng máy Super 8, mất tới 1 năm trời để quay và mất thêm 1 năm nữa để biên tập. Bộ phim tạo nên dấu mốc quan trọng ở việc định hình hầu hết những mối bận tâm của Linklater. Trong phim ông sử dụng phong cách đặc trưng của mình là các chuyển động máy quay ở mức tối thiểu và ít kể chuyển, đồng thời nghiên cứu đề tài đi lang thang không phương hướng cụ thể nào. Chính những nét đặc trưng riêng này sẽ được khai phá ở mức độ rộng hơn trong những dự án tương lai của Linklater. Năm 1995, ông giật giải Gấu bạc cho đạo diễn xuất sắc nhất nhờ chỉ đạo tác phẩm Before Sunrise tại Liên hoan phim quốc tế Berlin lần thứ 45. Dự án điện ảnh kế tiếp của ông, SubUrbia gây những ý kiến trái chiều trong giới phê bình và cũng không thu được nhiều tiền bán vé. Năm 1998, ông nhận xử lời thực hiện bộ phim Hollywood đầu tiên của mình có tựa The Newton Boys; phim gây nên những nhận xét trái chiều từ giới phê bình nhưng lại thành công ở thị trường bán vé.

### 2001–2013: Được thừa nhận rộng hơn
Với hai phim rotoscope Waking Life và A Scanner Darkly, bên cạnh tác phẩm hài giải thích quần chúng như School of Rock và bản làm lại của Bad News Bears, Linklater dần được nhiều người ghi nhận hơn. Năm 2003, ông viết kịch bản và chỉ đạo với Rodney Rothman tập thí điểm cho một chương trình của HBO có tên $5.15/hr, nói về những nhân viên nhà hàng đạt mức lương tối thiểu. Năm 2004, phim Before Sunset của Linklater đem về cho ông một đề cử Oscar ở hạng mục Kịch bản chuyển thể xuất sắc nhất. Bộ phim Fast Food Nation (2006) là một bản chuyển thể từ cuốn sách bán chạy cùng tên, với nội dung tìm hiểu về ảnh hưởng của ngành công nghiệp đồ ăn nhanh lên toàn cầu và địa phương. Phim đã xuất sắc lọt vào vòng tranh cử Cành cọ Vàng tại Liên hoan phim Cannes 2006, trước khi được phát hành chiếu rạp lần lượt tại Bắc Mỹ vào ngày 17 tháng 11 năm 2006 và tại châu Âu vào ngày 23 tháng 3 năm 2007. Năm 2013, Before Midnight – bộ phim cuối cùng trong chuỗi bộ ba tác phẩm Before... của Linklater đem về thêm cho ông một đề cử Oscar cho kịch bản chuyển thể xuất sắc nhất.

### 2014–nay:Thời thơ ấuvà các dự án khác
Năm 2014, Linklater cho phát hành bộ phim Thời thơ ấu sau 12 năm trời làm tác phẩm này. Thời thơ ấu nhận được đông đảo lời tán dương từ giới phê bình, qua đó giúp Linklater giành chiến thắng các danh hiệu như Quả cầu vàng, Giải điện ảnh của giới phê bình và Điện ảnh BAFTA ở hai hạng mục Phim hay nhất và Đạo diễn xuất sắc nhất. Ông còn nhận được đề cử Oscar cho đạo diễn xuất sắc nhất lần đầu tiên, bên cạnh các đề cử là Kịch bản gốc xuất sắc nhất và Phim hay nhất.
Trong một thời gian, Linklater từng được liên hệ để mời chỉ đạo bản làm lại của The Incredible Mr. Limpet dành cho Warner Brothers. Tuy nhiên ông bỏ dự án để chuyển sang làm một bộ phim tiếp nối Dazed and Confused, lấy nhan đề là Everybody Wants Some!!, với sự hỗ trợ từ Annapurna Pictures và được Paramount phân phối tại Bắc Mỹ. Phim ra rạp vào tháng 3 năm 2016 và được giới phê bình đón nhận rất tích cực, nhưng phim lại không thể làm hòa vốn 10 triệu USD và kết quả chỉ thu về 4,6 triệu USD.
Ở nửa sau của thập niên 2010, Linklater đã viết kịch bản kiêm đạo diễn bộ phim Last Flag Flying với sự tham gia diễn xuất của Bryan Cranston, Laurence Fishburne và Steve Carell. Tác phẩm được xem là phần kế tiếp của phim The Last Detail (1973) do Hal Ashby làm đạo diễn. Phim bắt đầu bấm máy vào tháng 11 năm 2016 và ra rạp vào ngày 3 tháng 11 năm 2017. Kế đó, Linklater đạo diễn phim Where'd You Go, Bernadette dựa trên cuốn tiểu thuyết của Maria Semple và sản xuất bởi Annapurna Pictures.
Năm 2019, có nguồn tin cho hay Linklater sẽ bấm máy tác phẩm chuyển thể từ vở nhạc kịch Merrily We Roll Along của Stephen Sondheim. Phim được ghi hình trong nhiều năm liền giống Thời thơ ấu, nhưng lại được dựng theo trật tự đảo ngược giống nguyên tác nhạc kịch.

### Lối đạo diễn
Nguồn cảm hứng cho những tác phẩm của Linklater chủ yếu dựa trên kinh nghiệm của ông lúc thưởng thức bộ phim Raging Bull:
| “ | Tác phẩm [Raging Bull] làm tôi thấy việc coi phim giống như một cách để tôi có thể giải tỏa những gì mình đang nghĩ và hi vọng sẽ diễn đạt. Lúc bấy giờ tôi chưa phải là một nghệ sĩ đã được định hình. Ở khoảnh khắc đó, có thứ gì đó đang kìm nén trong tôi, nhưng Raging Bull đã làm tôi bùng cháy [cảm giác ấy]. | ” |

Bên cạnh đó, ông còn chịu ảnh hưởng từ những nhà làm phim như Robert Bresson, Ozu Yasujirō, Rainer Werner Fassbinder, Josef Von Sternberg và Carl Theodor Dreyer. Nhiều bộ phim của Linklater, chẳng hạn như Slacker, Dazed and Confused và Before Sunrise lấy bổi cảnh chỉ diễn ra trong một ngày. Những bộ phim kể trên có ít tình tiết chèo lái, thay vào đó xoáy sâu hơn vào những tương tác giữa người với người, chúng thay đổi theo thời gian và hoàn cảnh. Ethan Hawke và Matthew McConaughey là những diễn viên thường góp mặt trong các bộ phim của Linklater. Ngoài ra còn có nhiều diễn viên khác đóng trong hai phim của ông trở lên như Jack Black, Julie Delpy, Ellar Coltrane, Adam Goldberg, Parker Posey, Rory Cochrane, Greg Kinnear, Patricia Arquette và Laurence Fishburne.

## Đời tư
Linklater định cư tại Austin, Texas và từ chối sinh sống hay công tác tại Hollywood trong bất kì khoảng thời gian dài nào. Ông đã ở chung với Christina Harrison từ những năm 1990. Năm 1994 cặp đôi đón bé gái đầu lòng, đến năm 2004 lại có một cặp gái sinh đôi. Cô con gái cả Lorelei Linklater từng đóng Thời thơ ấu trong vai chị của nhân vật chính.
Linklater là một người ăn chay từ những tuổi 20. Năm 2015, ông giải thích về lối sống ăn kiêng của mình trong một bộ phim tài liệu được làm theo kiểu Thời thơ ấu cho tổ chức People for the Ethical Treatment of Animals.

## Danh sách phim

### Điện ảnh
| Năm  | Tên phim                                          | Đạo diễn | Tác giả | Nhà sản xuất | Ghi chú                            |
| ---- | ------------------------------------------------- | -------- | ------- | ------------ | ---------------------------------- |
| 1988 | It's Impossible to Learn to Plow by Reading Books | Có       | Có      | Có           | Kiêm vị trí dựng phim và quay phim |
| 1990 | Slacker                                           | Có       | Có      | Có           |                                    |
| 1993 | Dazed and Confused                                | Có       | Có      | Có           |                                    |
| 1995 | Before Sunrise                                    | Có       | Có      |              |                                    |
| 1996 | SubUrbia                                          | Có       |         |              |                                    |
| 1998 | The Newton Boys                                   | Có       | Có      |              |                                    |
| 2001 | Waking Life                                       | Có       | Có      |              | Kiêm vị trí quay phim              |
| 2001 | Tape                                              | Có       |         |              |                                    |
| 2003 | School of Rock                                    | Có       |         |              |                                    |
| 2004 | Before Sunset                                     | Có       | Có      | Có           |                                    |
| 2005 | Bad News Bears                                    | Có       |         | Có           |                                    |
| 2006 | Fast Food Nation                                  | Có       | Có      |              |                                    |
| 2006 | A Scanner Darkly                                  | Có       | Có      |              |                                    |
| 2008 | Me and Orson Welles                               | Có       |         | Có           |                                    |
| 2011 | Bernie                                            | Có       | Có      | Có           |                                    |
| 2013 | Before Midnight                                   | Có       | Có      | Có           |                                    |
| 2014 | Thời thơ ấu                                       | Có       | Có      | Có           |                                    |
| 2016 | Everybody Wants Some!!                            | Có       | Có      | Có           |                                    |
| 2017 | Last Flag Flying                                  | Có       | Có      |              |                                    |
| 2019 | Where'd You Go, Bernadette                        | Có       | Có      |              |                                    |
| 2022 | Apollo 10 ½: Thời thơ ấu ở kỷ nguyên vũ trụ       | Có       | Có      | Có           |                                    |
| TBA  | Merrily We Roll Along                             | Có       | Có      | Có           | Ghi hình trong 20 năm              |

#### Vai trò chính
| Năm  | Tên phim                                          | Vai                                       | Ghi chú    |
| ---- | ------------------------------------------------- | ----------------------------------------- | ---------- |
| 1988 | It's Impossible to Learn to Plow by Reading Books | Nhân vật không tên                        |            |
| 1990 | Slacker                                           | "Should Have Stayed at the Bus Station"   |            |
| 1995 | The Underneath                                    | Người gác cửa                             |            |
| 1995 | Before Sunrise                                    | Cầu thủ bóng đá                           |            |
| 1996 | Beavis and Butt-Head Do America                   | Tài xế xe buýt lưu diễn                   | Lồng tiếng |
| 1998 | Scotch and Milk                                   | Hành khách trên cabin                     |            |
| 2001 | Spy Kids                                          | Điệp viên                                 |            |
| 2001 | Chelsea Walls                                     | Crony #2                                  |            |
| 2001 | Waking Life                                       | Pinball Playing Man / Man on Back of Boat |            |
| 2006 | The Hottest State                                 | John Wayne Enthusiast                     |            |
| 2008 | RSO (Registered Sex Offender)                     | Giám đốc Mallard                          |            |
| 2018 | Blaze                                             | Oilman #3                                 |            |
| 2019 | Another Day at the Office                         | Rick                                      |            |

### Những tác phẩm khác
| Năm       | Tên tác phẩm                            | Đạo diễn | Tác giả | Nhà sản xuất      | Ghi chú                             |
| --------- | --------------------------------------- | -------- | ------- | ----------------- | ----------------------------------- |
| 1985      | Woodshock                               | Có       |         |                   | phim ngắn                           |
| 1991      | Heads I Win/Tails You Lose              | Có       | Có      | Có                | dự án video thể nghiệm              |
| 2003      | Live from Shiva's Dance Floor           | Có       |         |                   | phim ngắn                           |
| 2004      | $5.15/Hr.                               | Có       | Có      | Có                | tập thí điểm truyền hình            |
| 2008      | Inning by Inning: A Portrait of a Coach | Có       |         |                   | phim tài liệu                       |
| 2012      | Up to Speed                             | Có       | Có      | Có                | sê-ri truyền hình                   |
| 2015      | I Dream Too Much                        |          |         | giám đốc sản xuất |                                     |
| 2016–2018 | School of Rock                          |          |         | Có                | phim truyền hình; giám đốc sản xuất |
| 2019      | Another Day at the Office               | Có       | Có      | Có                | phim ngắn                           |
| 2020      | That Animal Rescue Show                 | Không    | Không   | Có                | phim truyền hình; giám đốc sản xuất |